# Baldia johnstoni
Baldia johnstoni is een borstelworm uit de familie Capitellidae.
De wetenschappelijke naam van de soort werd in 1988 gepubliceerd door Garwood & Bamber.